# راوی (نیوجرسی)
راوی (به انگلیسی: Rahway) شهری در ایالت نیوجرسی کشور ایالات متحده آمریکا است که جمعیت آن در سرشماری سال ۲۰۱۰ میلادی، ۲۷٬۳۴۶ نفر بوده‌است.